# 志賀町站
志賀町站（日语：／ Shikamachi eki */?）是位於石川縣羽咋郡志賀町末吉，北陸鐵道能登線的鐵路車站（廢站）。

## 歷史
- 1953年（昭和28年）4月1日：北陸鐵道能登線末吉站啟用[1]
- 1959年（昭和34年）7月1日：改名為志賀町站。
- 1972年（昭和47年）6月25日：能登線全線廢除，此站也被廢除[1]。

## 車站構造
此站是地面車站（無人車站），設有1面1線的單式月台。

## 現狀
路軌遺址變成單車徑。

## 相鄰車站
北陸鐵道
能登線
能登高濱－志賀町－堀松

## 注腳
1. 1 2  今尾惠介. . 日本: 新潮社. 2008年10月18日: 32. ISBN 9784107900241.

## 相關項目
- 日本鐵路車站列表 Shi